# سرگئی ترشچوف
سرگئی ترشچوف (به انگلیسی: Sergei Treshchov) فضانورد اهل روسیه است که در ۱۸ اوت ۱۹۵۸ در استان لیپتسک زاده شد. وی در مأموریت اس‌تی‌اس-۱۱۱، اکسپدییشن ۵، اس‌تی‌اس-۱۱۳ حضور داشته‌است.